# Cleora semidiscata
Cleora semidiscata là một loài bướm đêm trong họ Geometridae.